# Währinger Park

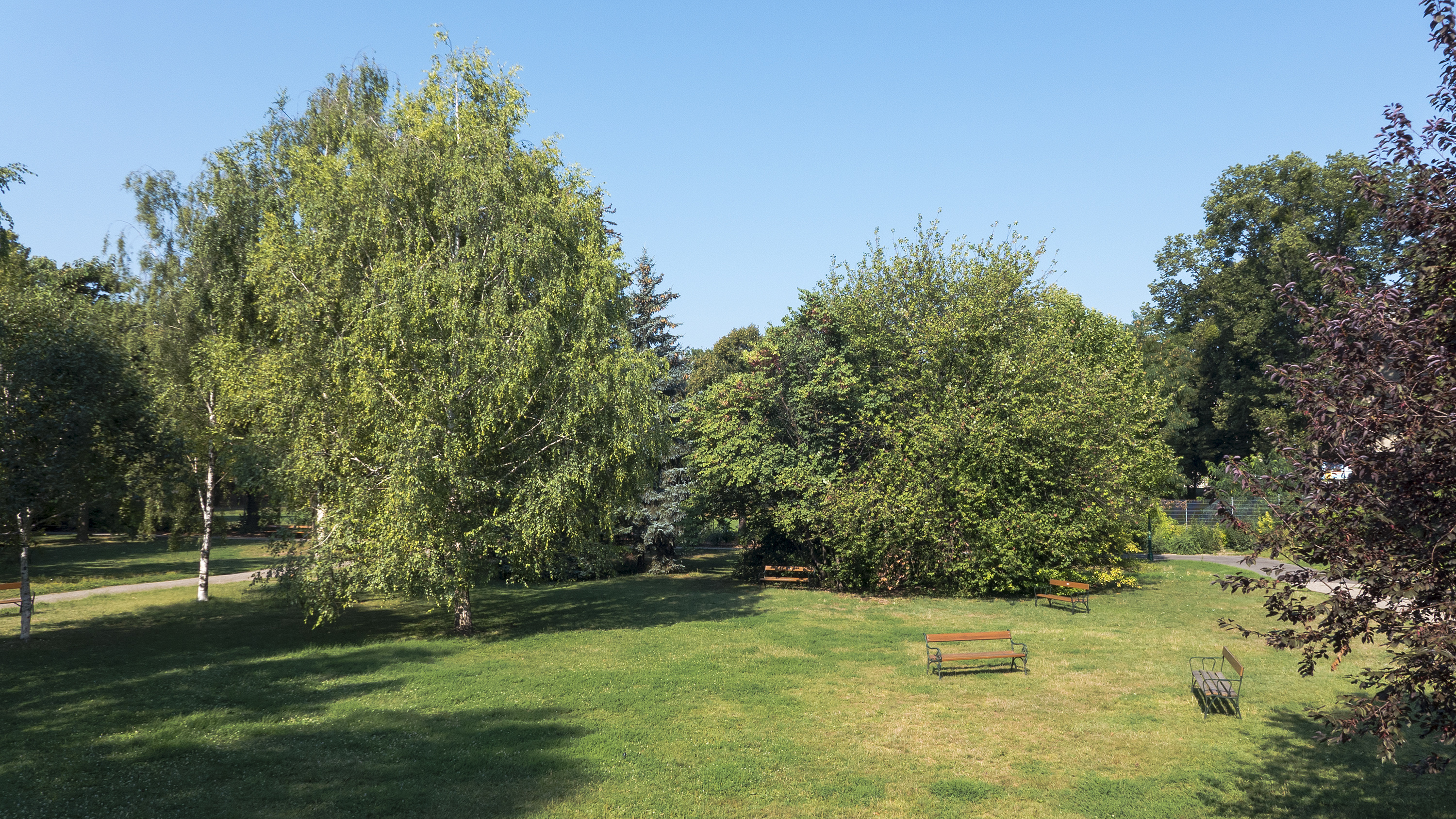
Währinger Park

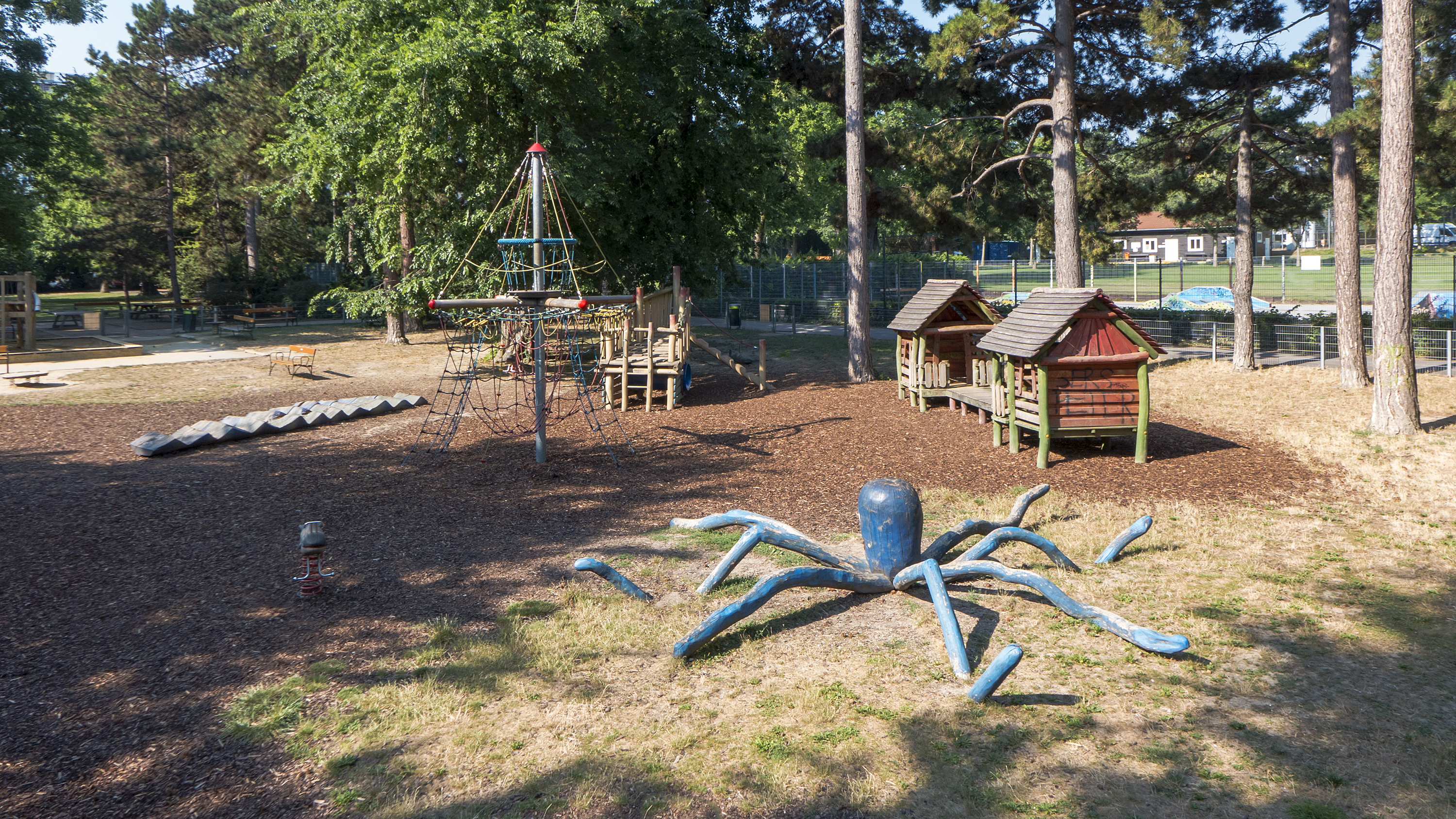
Der Spielplatz des Parks

Der Währinger Park ist eine Parkanlage im 18. Wiener Gemeindebezirk Währing. Der hier ehemals bestehende Allgemeine Währinger Friedhof wurde 1923 in die heute bestehende Anlage umgewandelt.

## Lage
Der Park befindet sich heute im nordöstlichen Teil des Bezirkes Währing und wird im Wesentlichen von den Straßen Mollgasse, Gymnasiumstraße, Philippovichgasse und Semperstraße begrenzt. Die Bezirksgrenze zum 19. Bezirk Döbling verläuft entlang des nordöstlichen Endes des Parkes. Insgesamt umfasst der Park eine Fläche von rund 52.000 m².

## Geschichte

### Allgemeiner Währinger Friedhof

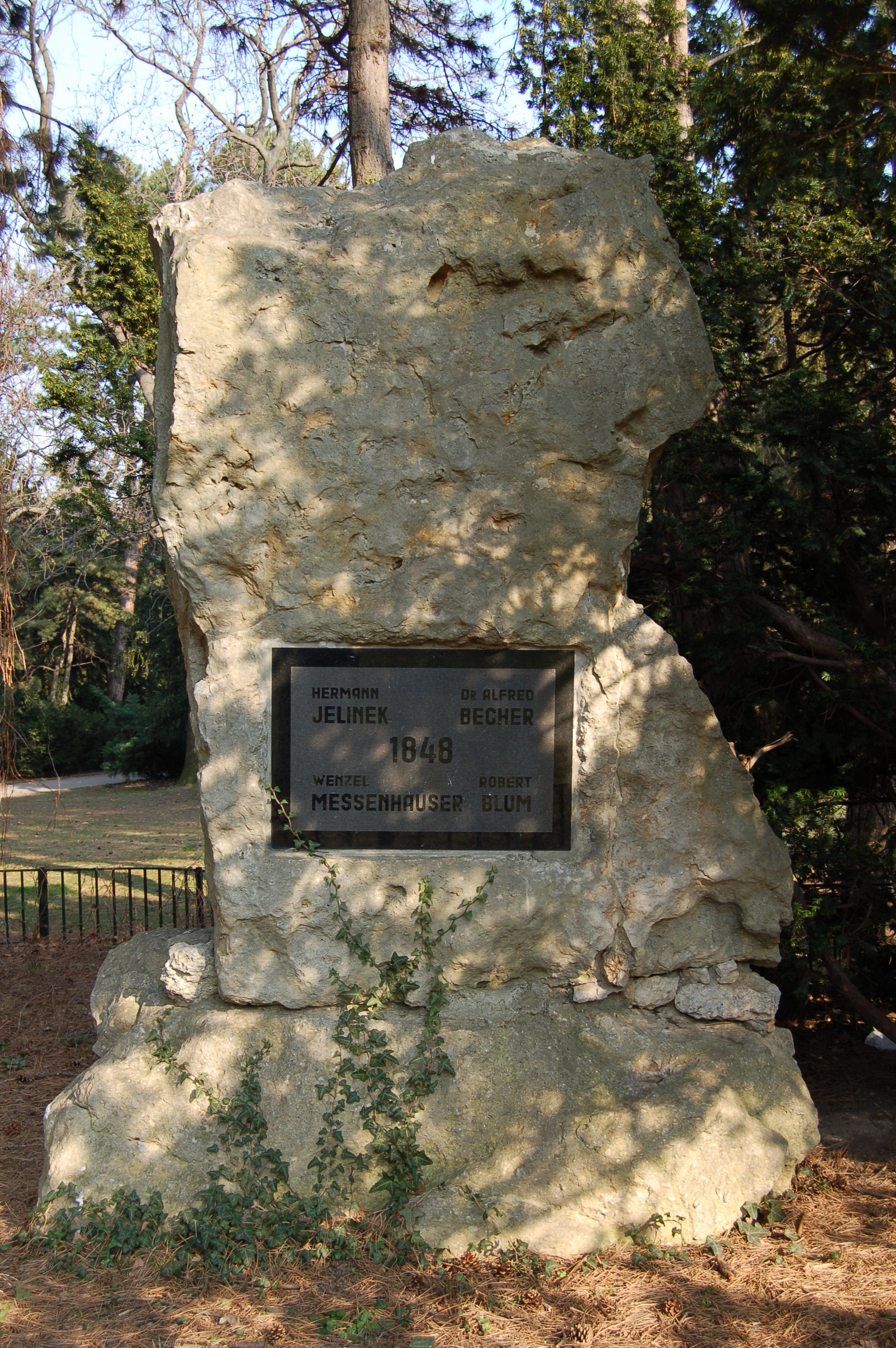
Gedenkstein für die Opfer der Revolution 1848

Nach einem Erlass Joseph II. mussten innerhalb des Linienwalls aus hygienischen Gründen und Platzproblemen alle bestehenden Friedhöfe aufgelöst werden. Für die Bestattung der Toten wurden in der Folge außerhalb des Linienwalls neue Friedhöfe angelegt. Neben dem Sankt Marxer Friedhof, dem Hundsturmer Friedhof, dem Matzleinsdorfer Friedhof, dem Schmelzer Friedhof und dem Alten Döblinger Friedhof wurde am Rande Währings der Allgemeine Währinger Friedhof errichtet. Die Eröffnung erfolgte 1783, wobei der Friedhof für die Toten der Pfarre Schotten, der Pfarre Rossau, der Pfarre Lichtental, der Pfarre Alservorstadt, des Allgemeinen Krankenhauses und des Garnisonsspitals vorgesehen war. Auf einem benachbarten Grundstück wurde zusätzlich der Jüdische Friedhof Währing angelegt, auf dem die jüdische Gemeinde Wiens ihre Toten beerdigte.
Die Anzahl der Toten, die Mitte des 19. Jahrhunderts hier begraben wurden, lag bei ca. 3.000 bis 4.000 pro Jahr. So wurden 1844 2.998 Menschen, 1845 3.645 Menschen (darunter 1.023 Kinder) und 1846 4.003 (darunter 984 Kinder) auf dem Allgemeinen Währinger Friedhof beerdigt. Der größte Anteil der Toten stammte wohl aus dem Allgemeinen Krankenhaus. 1844 weist die Statistik eine Zahl von 1.651 Erwachsenen aus dem Allgemeinen Krankenhaus aus. Hinzu kamen 417 Erwachsene und 330 Kinder aus der Pfarre Schotten, 144 Erwachsene und 323 Kinder aus Lichtental sowie 133 Militärpersonen aus dem Garnisonsspital. Die große Anzahl an Toten erforderte mehrere Erweiterungen des Friedhofes. Diese wurden 1854 und 1872 durchgeführt. Nach der Eröffnung des Wiener Zentralfriedhofes am 1. November 1874 wurde der Allgemeine Währinger Friedhof jedoch geschlossen. Nur der benachbarte Jüdische Friedhof wurde noch bis in die 1880er Jahre belegt. Nach der Eröffnung der Stadtbahn am Wiener Gürtel wurde zur schnelleren Verbindung zwischen der Gymnasiumstraße und der Stadtbahn ein Weg notwendig, der schließlich quer über den Friedhof angelegt wurde. 1923 wurde der Friedhof schließlich völlig aufgelöst und war der erste Friedhof, der in der Ersten Republik (1919–1934) in einen Park umgewandelt wurde. Der Park wurde im Herbst 1923 eröffnet. 58 historisch und kulturgeschichtlich interessante Grabsteine blieben in einem kleinen Gräberhain erhalten.

### Bekannte, hier beerdigte Persönlichkeiten
Zahlreiche bekannte, Wiener Persönlichkeiten wurden auf dem Allgemeinen Währinger Friedhof beerdigt. Zu den hier bestatteten Künstlern zählen musische Größen wie der Komponist Adalbert Gyrowetz, der Kirchenkomponist Joseph von Eybler und der Kapellmeister Joseph Weigl. Weitere Künstler sind mit der Schriftstellerin Caroline Pichler und den Theaterdirektoren Emanuel Schikaneder, Joseph Schreyvogel, Leopold Kupelwieser und Franz Ignaz Holbein von Holbeinsberg vertreten. Weitere bekannte Persönlichkeiten waren die Eltern von Franz Schubert und sein Bruder Ferdinand, der Politiker Friedrich von Gentz, der Feldmarschallleutnant Christian zu Leiningen-Westerburg, der General der Kavallerie Franz Adolf Prohaska von Guelfenburg, der Ingenieur Carl Ritter von Ghega und der Augenarzt Ignaz Gulz.

### Der Währinger Park
An die Eröffnung des Währinger Parkes im Oktober 1923 erinnert eine Eiche, die Bürgermeister Jakob Reumann zur Parkeröffnung pflanzte. Geplant wurde der Währinger Park durch Stadtgartendirektor Friedrich Kratochwjle, der den Park unter möglichster Schonung des vorhandenen Baumbestandes anlegen ließ. Der Bau einer Tiefgarage unter dem Park sorgte für lange Diskussionen, wurde aber letztlich umgesetzt.

## Gräberhain
Der Gräberhain mit 58 erhaltenen, historisch oder kulturgeschichtlich interessanten Grabsteinen liegt im nordöstlichen Teil der Parkanlage nahe an der Kreuzung Semperstraße/Schrottenbachgasse. Er ist umzäunt und kann auf Anfrage besichtigt werden. Es handelt sich um tatsächliche Grabstätten, da die Überreste der exhumierten Personen 1923 unter ihren Grabsteinen wieder beerdigt wurden. Unter anderem finden sich hier die Gräber des Philosophen und Politikers Friedrich von Gentz, des Architekten Paul Wilhelm Eduard Sprenger, des Komponisten Adalbert Gyrowetz sowie des Theaterdirektors Josef Schreyvogel (jetzt Kenotaph) und eines seiner Vorgänger Franz Ignaz Holbein von Holbeinsberg. Ferner befinden sich in diesem Hain die Gräber von Giulietta Guicciardi, Dorothea von Ertmann, Franz Adolf Prohaska von Guelfenburg, Raphael Georg Kiesewetter und Franz Wild.

## Infrastruktur

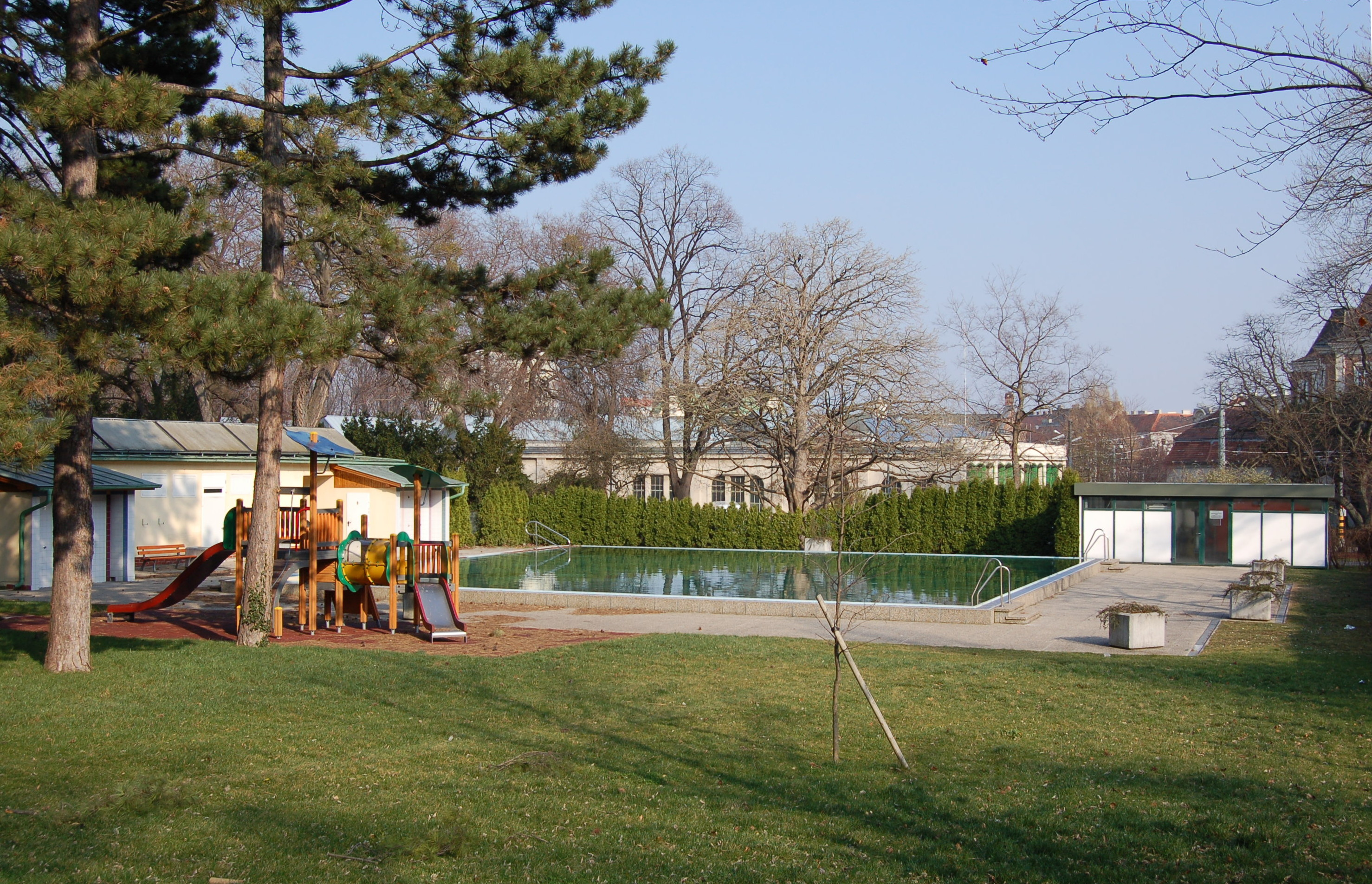
Kinderfreibad im Währinger Park

Der Park verfügt über eine eigene Hundezone und am westlichen Ende des Parks liegt ein Kinderfreibad. An der Grenze zum Bezirk Döbling wurde unterhalb der Parkoberfläche eine Parkgarage angelegt. Der Park verfügt über eine Skateanlage.